# 命かれても
『命かれても』（いのちかれても）は、1967年9月10日に発売された森進一の6枚目のシングル。

## 解説
- 累計売上は約100万枚で、自身初のミリオンセラーを記録したとされる[2]。

- オリコン調べでは最高位5位、累計売上30.9万枚を記録している[1]。ただし、オリコンによる集計が開始されたのは1968年1月4日付以降であり、本作が発売された1967年9月から12月までの期間の売上はオリコンの最高位、累計売上には反映されていない。
- カバーした歌手には、黒木憲1968年、ちあきなおみ1970年、藤圭子1973年、八代亜紀1974年、野口五郎1975年、箱崎晋一朗1974年以降、三善英史など。

## 収録曲
- 両楽曲共に、編曲：猪俣公章

1. 命かれても（4分5秒）
作詞：鳥井実／作曲：彩木雅夫
2. 母恋い人生（3分58秒）
作詞：吉川静夫／作曲：猪俣公章

## 映画
本曲を題材とする歌謡映画『夜の歌謡シリーズ 命かれても』は、1968年10月25日に東映系で公開。カラー、シネマスコープ、87分。『夜の歌謡シリーズ』の第3作で、本作から『夜の歌謡シリーズ』がタイトルに加わる。
主演は梅宮辰夫。また森進一も自分自身の役で助演している。

### スタッフ
- 企画 - 園田実彦、扇沢要
- 脚本 - 成沢昌茂
- 監督 - 鷹森立一
- 撮影 - 星島一郎
- 美術 - 江野慎一
- 音楽 - 伊部晴美
- 録音 - 広上益弘
- 照明 - 桑名史郎
- 編集 - 祖田富美夫
- スチル - 遠藤始

### 出演者
- 江本渉 - 梅宮辰夫
- 政岡千津子 - 城野ゆき
- 江波戸明子 - 中原早苗
- 加藤妙子 - 桑原幸子
- 下田幸子 - 松岡きっこ
- 野長瀬熊吉 - 伴淳三郎
- てる - 丹下キヨ子
- 坂口新二 - 伊丹十三
- 森進一 - 森進一
- はるみ - 嘉手納清美
- 加代子 - 安城由貴子
- ゆかり - 桜井浩子
- 下宿のおやじ - 中村是政
- 幸子の祖母 - 吉川満子
- 銀行の女行員 - 大竹真理子
- 刑事 - 小松方正、室田日出男
- 「さかぐち」の支配人 - 河合絃司
- 「さかぐち」のボーイ - 小林稔侍、池本慶且
- 「モンシェルサイケ」の中年客 - 上田吉二郎
- 「モンシェルサイケ」のボーイ - 斎藤幸次
- 「処女の森」の老人客 - 原信夫
- 近所のおかみさん - 谷本小夜子、織田英子、田沼瑠美子

### 同時上映
『人生劇場 飛車角と吉良常』
- 原作 - 尾崎士郎 / 脚本 - 棚田吾郎 / 監督 - 内田吐夢 / 主演：鶴田浩二

### 映像ソフト
- 2010年5月21日に東映ビデオからDVDが発売された[3]。